# Stefanos Kapino
Stefanos Kapino (Grieks: Στέφανος Καπίνο, Athene, 18 maart 1994) is een Grieks voetballer die speelt als doelman. In juli 2023 verruilde hij Miedź Legnica voor Panetolikos. Kapino maakte in 2011 zijn debuut in het Grieks voetbalelftal.

## Clubcarrière
Kapino begon met voetballen bij Aetos uit Korydallos. Daar werd hij op dertienjarige leeftijd ontdekt door scouts van Olympiakos, waar hij tweeënhalve maand mocht meetrainen. In juni 2007 tekende Kapino bij stadsrivaal Panathinaikos. Kapino maakte op 17 september 2011 zijn profdebuut voor de club in de Super League, tegen Atromitos. Hij verving Orestis Karnezis, die met rood van het veld werd gestuurd. Hij was toen 17 jaar, 6 maanden en 9 dagen oud. In het seizoen 2012/13 was hij opnieuw reservedoelman achter de meer ervaren Karnezis. In juli 2013 werd Karnezis verkocht aan Udinese, waarop Kapino eerste doelman werd.
Kapino tekende in juli 2014 een vierjarig contract bij Mainz 05. Hiervoor speelde hij in het daaropvolgende seizoen twee wedstrijden, allebei in de Bundesliga. Kapino keerde in juli 2015 terug naar Griekenland, waar hij ditmaal tekende bij Olympiakos. Via een half seizoen bij Nottingham Forest kwam de sluitpost bij Werder Bremen terecht. Die club verhuurde hem in het eerste halfjaar van 2021 aan SV Sandhausen. Via Arminia Bielefeld en Miedź Legnica kwam Kapino medio 2023 bij Panetolikos terecht.

## Interlandcarrière
Kapino kwam uit voor diverse Griekse jeugdelftallen. Op 15 november 2011 debuteerde Kapino voor Griekenland in een vriendschappelijke wedstrijd tegen Roemenië. Daarmee werd hij de jongste speler die ooit voor Griekenland uitkwam. Hij was ook met Griekenland –19 actief op het EK -19 in 2012 in Estland. Op dat toernooi haalde hij met Griekenland –19 de finale. Die finale werd verloren met 1-0 van Spanje, dat dankzij een doelpunt van Jesé Rodríguez zijn zesde titel won bij de –19-jarigen.
| Interlands van Stefanos Kapino voor Griekenland | Interlands van Stefanos Kapino voor Griekenland | Interlands van Stefanos Kapino voor Griekenland | Interlands van Stefanos Kapino voor Griekenland | Interlands van Stefanos Kapino voor Griekenland | Interlands van Stefanos Kapino voor Griekenland | Interlands van Stefanos Kapino voor Griekenland |
| №                                               | Datum                                           | Wedstrijd                                       | Uitslag                                         | Competitie                                      | Goals                                           |                                                 |
| Als speler van Panathinaikos                    | Als speler van Panathinaikos                    | Als speler van Panathinaikos                    | Als speler van Panathinaikos                    | Als speler van Panathinaikos                    | Als speler van Panathinaikos                    | Als speler van Panathinaikos                    |
| ----------------------------------------------- | ----------------------------------------------- | ----------------------------------------------- | ----------------------------------------------- | ----------------------------------------------- | ----------------------------------------------- | ----------------------------------------------- |
| 1                                               | 15 november 2011                                | Griekenland – Roemenië                          | 1 – 3                                           | Vriendschappelijk                               |                                                 |                                                 |
| 2                                               | 3 juni 2014                                     | Griekenland – Roemenië                          | 0 – 0                                           | Vriendschappelijk                               |                                                 |                                                 |
| Als speler van Mainz 05                         |                                                 |                                                 |                                                 |                                                 |                                                 |                                                 |
| 3                                               | 16 juni 2015                                    | Griekenland – Roemenië                          | 0 – 0                                           | Vriendschappelijk                               |                                                 |                                                 |
| Als speler van Olympiakos                       |                                                 |                                                 |                                                 |                                                 |                                                 |                                                 |
| 4                                               | 13 november 2015                                | Griekenland – Roemenië                          | 1 – 0                                           | Vriendschappelijk                               |                                                 |                                                 |
| 5                                               | 29 maart 2016                                   | Griekenland – Roemenië                          | 2 – 3                                           | Vriendschappelijk                               |                                                 |                                                 |
| 6                                               | 4 juni 2016                                     | Griekenland – Roemenië                          | 1 – 0                                           | Vriendschappelijk                               |                                                 |                                                 |
| 7                                               | 7 juni 2016                                     | Griekenland – Roemenië                          | 1 – 2                                           | Vriendschappelijk                               |                                                 |                                                 |
| 8                                               | 1 september 2016                                | Griekenland – Roemenië                          | 1 – 2                                           | Vriendschappelijk                               |                                                 |                                                 |
| 9                                               | 25 maart 2017                                   | Griekenland – Roemenië                          | 1 – 1                                           | WK 2018 kwalificatie                            |                                                 |                                                 |

Bijgewerkt op 7 september 2023.

## Erelijst
| Competitie            |               |                  |               |               |
| Competitie            | Aantal        | Jaren            |               |               |
| Panathinaikos         | Panathinaikos | Panathinaikos    | Panathinaikos | Panathinaikos |
| --------------------- | ------------- | ---------------- | ------------- | ------------- |
| Beker van Griekenland | 1             | 2013/14          |               |               |
| Olympiakos            |               |                  |               |               |
| Super League          | 2             | 2015/16, 2016/17 |               |               |